# Domenico Berti

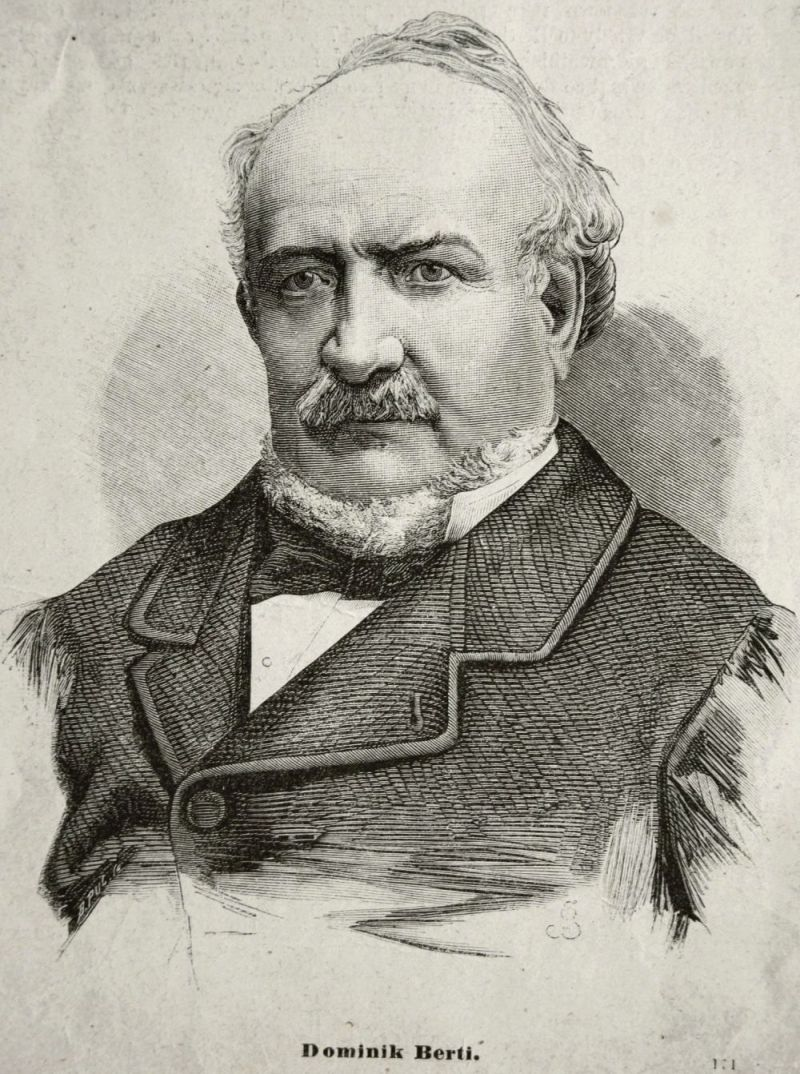
Domenico Berti

Domenico Berti, född 17 december 1820, död 22 april 1897, var en italiensk filosof och statsman.
Berti var professor i Turin och Rom,samt deputerad. Han var undervisnings-, lantbruks-, industri-, och handelsminister 1865-67 och 1881-84, och blev därefter senator. Berti var en ivrig befrämjare av teknisk och folklig undervisning, och utgav och kommentarde en rad, främst italienska filosofer såsom Giordano Bruno, Tommaso Campanella, Galileo Galilei, Giovanni Pico della Mirandola, Marsilio Ficino, Pietro Pomponazzi, Cesare Cremonini och Nicolaus Copernicus samt framstående män ur den italienska nationalstatens födelsehistoria som Vincenzo Gioberti, Vittorio Alfieri och Camillo di Cavour.